# Olavinkatu (Savonlinna)
La rue d'Olav (finnois : Olavinkatu) est une rue  à Savonlinna en Finlande,.

## Présentation
Olavinkatu est la rue principale de la ville entre Viiskulma et la gare routière. 
À ses extrémités, la rue Olavinkatu devient une petite rue secondaire à l'est du Kyrönsalmi et à l'ouest du cimetière de Talvisalo.
Olavinkatu est la rue commerciale la plus importante de Savonlinna avec la plupart des magasins du centre-ville. 
Ses lieux et bâtiments principaux sont:
- Mairie de Savonlinna
- Place du marché de Savonlinna
- Pont Pitkäsilta
- Miljoonatalo
- Parc Joel Lehtonen
- Possentornit
- Centre commerciaux Koralli, Kastelli, Kristalli et Sokos.
- Gare routière de Savonlinna
- Petite église de Savonlinna

Jusqu'en novembre 2012, la route nationale 14 passait par Olavinkatu pour traverser la Savonlinna. 
En novembre 2012, une rocade de contournement est achevée, qui absorbe le trafic intense qui traverse le centre-ville.

## Galerie

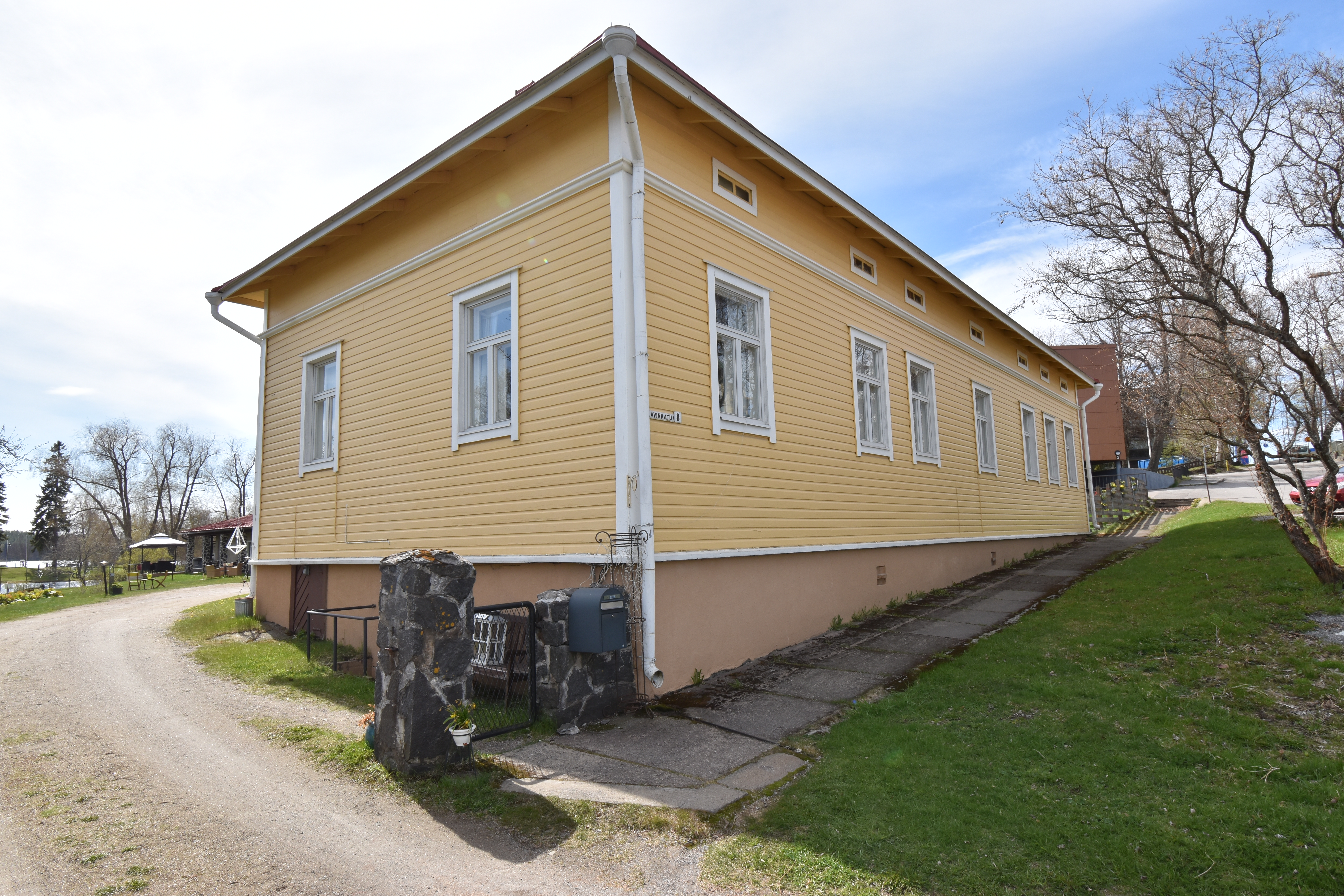
Olavinkatu 8.
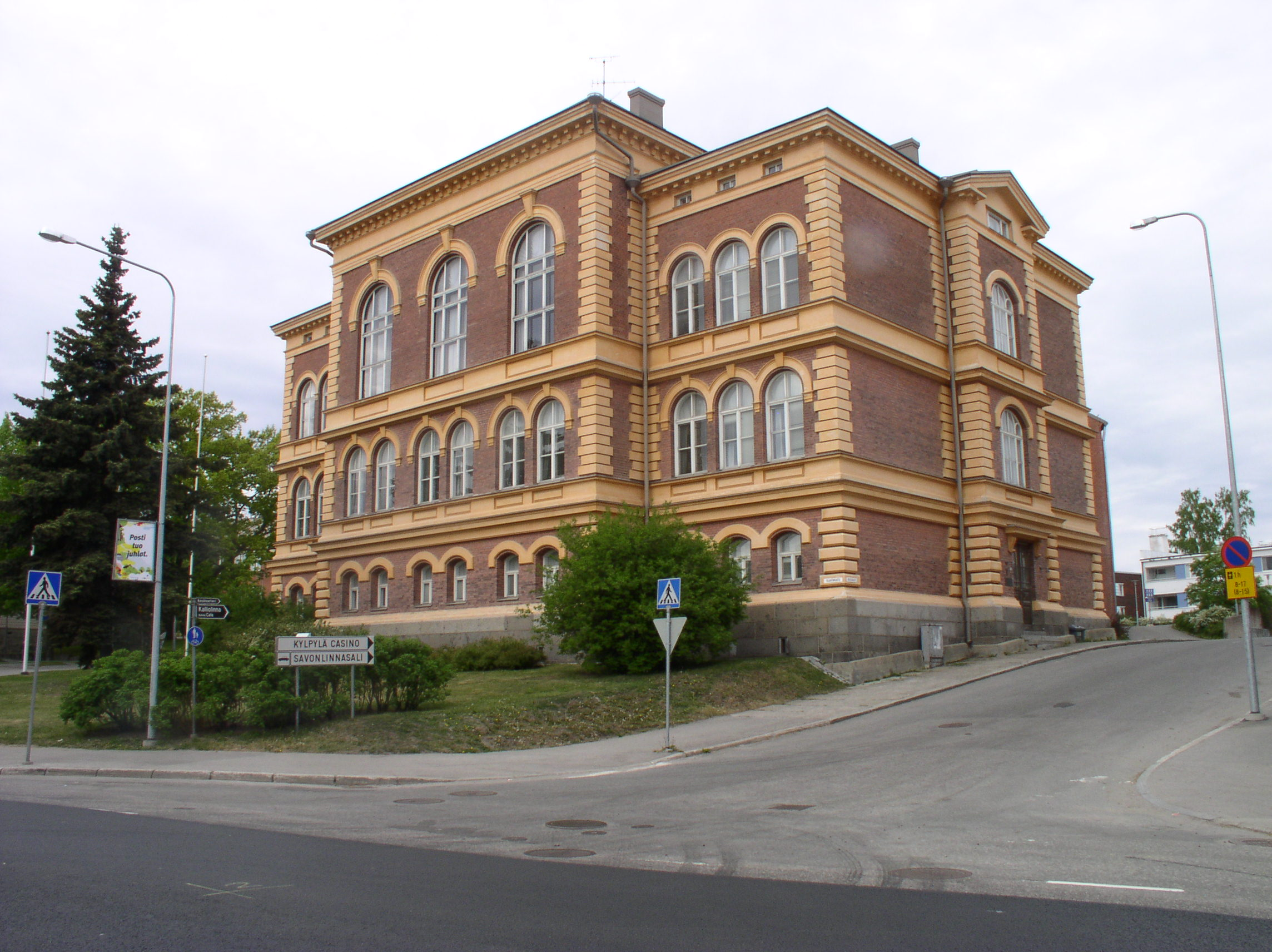
Mairie, Olavinkatu 22.
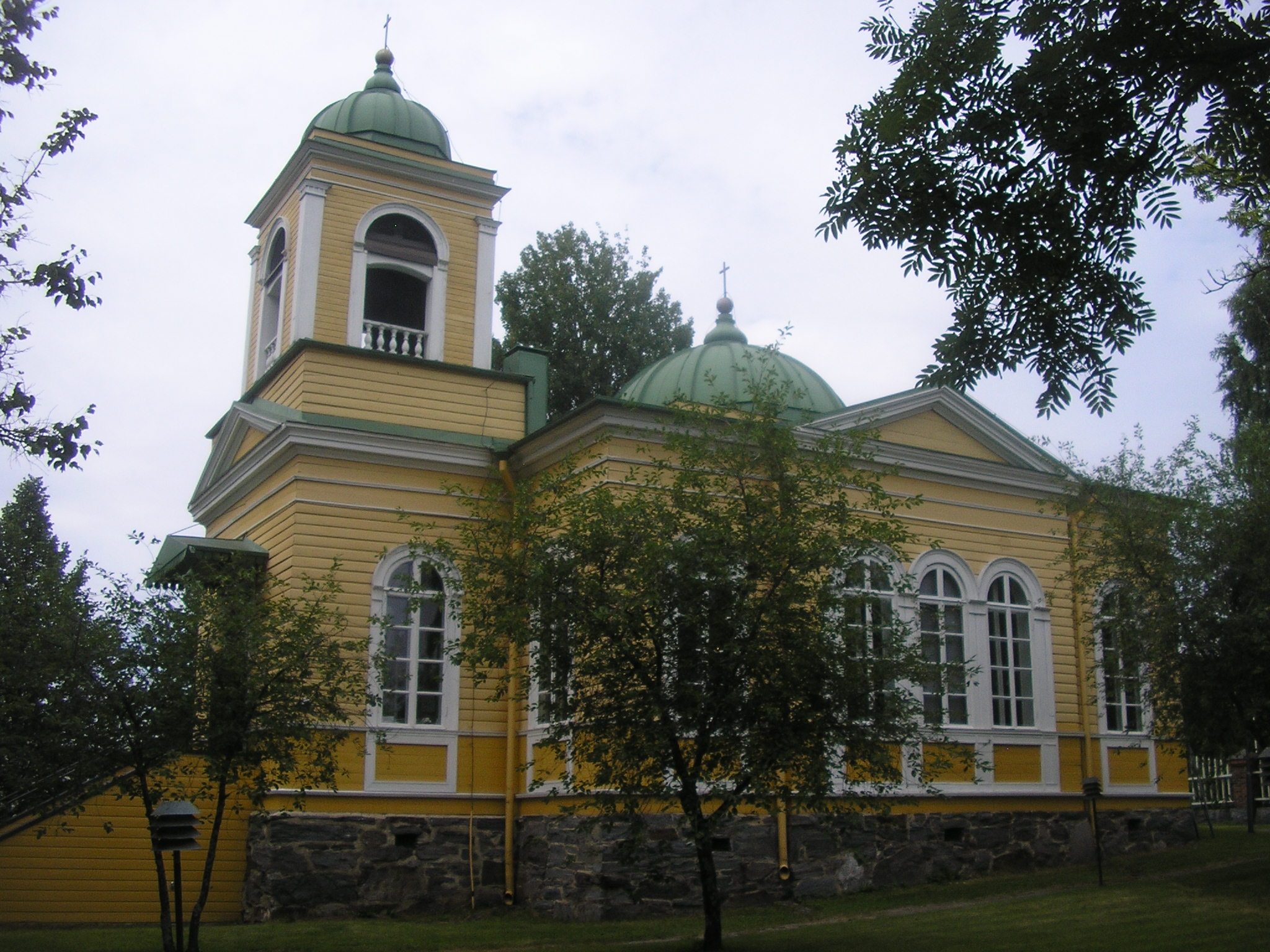
Petite église, Olavinkatu 29.
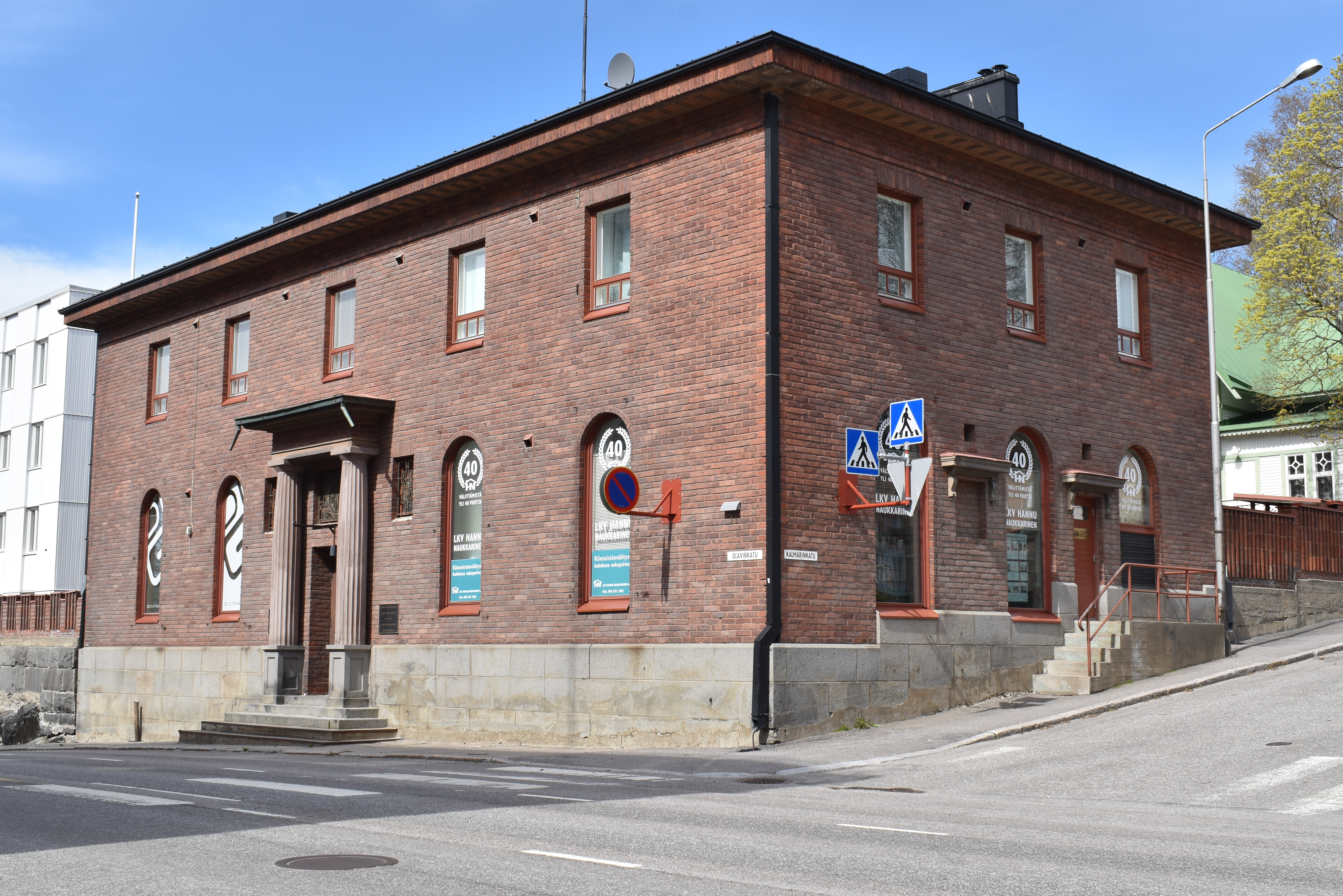
Olavinkatu 31.